# Дискалкулия
Дискалкулия е разстройство в усвояването на смятането при деца с нормална интелигентност. Много често може да се открие в съчетание с дислексията. Обикновено заедно с дислексията се получава при трудност в пространствената организация (например ученикът не знае откъде да започне действието събиране). Това разстройство може да изчезне бързо с помощта подходяща рехабилитация, продължена понякога от поддържаща психотерапия. Случаите на дискалкулия са много. Според Й. Фоглер (1988) след началното училище 25% от децата не владеят делението (55%, ако действието включва десетични дроби). Част от учениците не разбират самото условие на задачата поради своя беден речник. От друга страна дискалкулията при възрастните може да се наблюдава при увреждане на мозъчната кора, срещащо се при афазията или интелектуален спад.